# Бланк (Marvel Comics)
Бланк (англ. Blank) — вымышленный персонаж, который появляется в комиксах, издаваемых Marvel Comics. Персонаж впервые появляется в West Coast Avengers #2 (Октябрь 1984) и был создан Роджером Стерном и Бобом Холлом.

## Вымышленная биография персонажа
Человек который, будет известен как Бланк, был немного больше, чем раздраженный, неудачный и безработный бродяга, который столкнулся с ученым, ожидая автобус. Ученый только что уволился с работы в научно-исследовательских лабораториях Старк Интернэшнл (поскольку его только что выкупил Стейн Интернэшнл) и взял свои исследования с собой. Ученый, слишком нетерпеливый, чтобы ждать автобуса, был сбит автомобилем, и бродяга украл портфель ученого в возникшем беспорядке. Обнаружив генератор силового поля, мужчина стал преступником. Скоро, однако, он был побежден Мстителем, Чудо-человеком, и позже, одним из участников Мстителей в качестве команды западного побережья.
Несколько лет спустя, Бланк ограбил Метробанк, где Мэй Паркер делала своё банковское дело. Когда охрана выстрелила в него, пуля срикошетила и попала в охрану вместо него. Мэй позвонила своему племяннику Питеру, который прибыл на место преступления в качестве Человека-паука. Человек-паук попытался поймать Бланка своей паутиной, но она не могла задержать тело Бланка. Человек-паук ударил кулаком Бланка, но Бланк избежал поражения и убежал, сбежав от героя. В его гостиничном номере, было показано, что его инцидент с Гравитоном повредил нанотехнологии его пояса силового поля, и он соединился с его центральной нервной системой, что делает труднее для Бланка контролировать свои преобразования.
На следующий день Бланк попытался ограбить бронированный автомобиль. Один из охранников был с газовой бомбой, но Бланк был в противогазе. Сняв маску с охранника, Бланк вырубил его, затем взялся за рычаги управления в бронированном грузовике. Однако агенты ФБР во главе с Рэем Донованом контролировали грузовик и начали преследовать его. Человек-паук был на машине ФБР и первым достиг Бланка, опрокинув грузовик. Бланк вылез из транспортного средства для другого сражения, но Человек-паук увернулся от его пуль. Бланк свалил фонарный столб, чтобы задержать Человек-паука, но герой спас свидетелей, которые были подвергнуты опасности. Догоняя Бланка, Человек-паук выпустил поток паутины, чтобы он не стал густым, Бланк был заключен внутри паутины. Человек-паук сделал некоторые снимки и сдал Бланка в руки ФБР.

## Силы и способности
Силы Бланка происходят из его высокотехнологичного генератора силового поля. Генератор производит силовое поле, которое полностью скрывает его черты его тела и обеспечивает фактически полную защиту от всех форм повреждения. Силовое поле также позволяет Бланку легко избежать ловушек, захватов и других форм нападения. Поле должно перезаряжаться каждые 12 часов зарядным устройством, построенным специально для этой цели.